# تئاتر نوایی

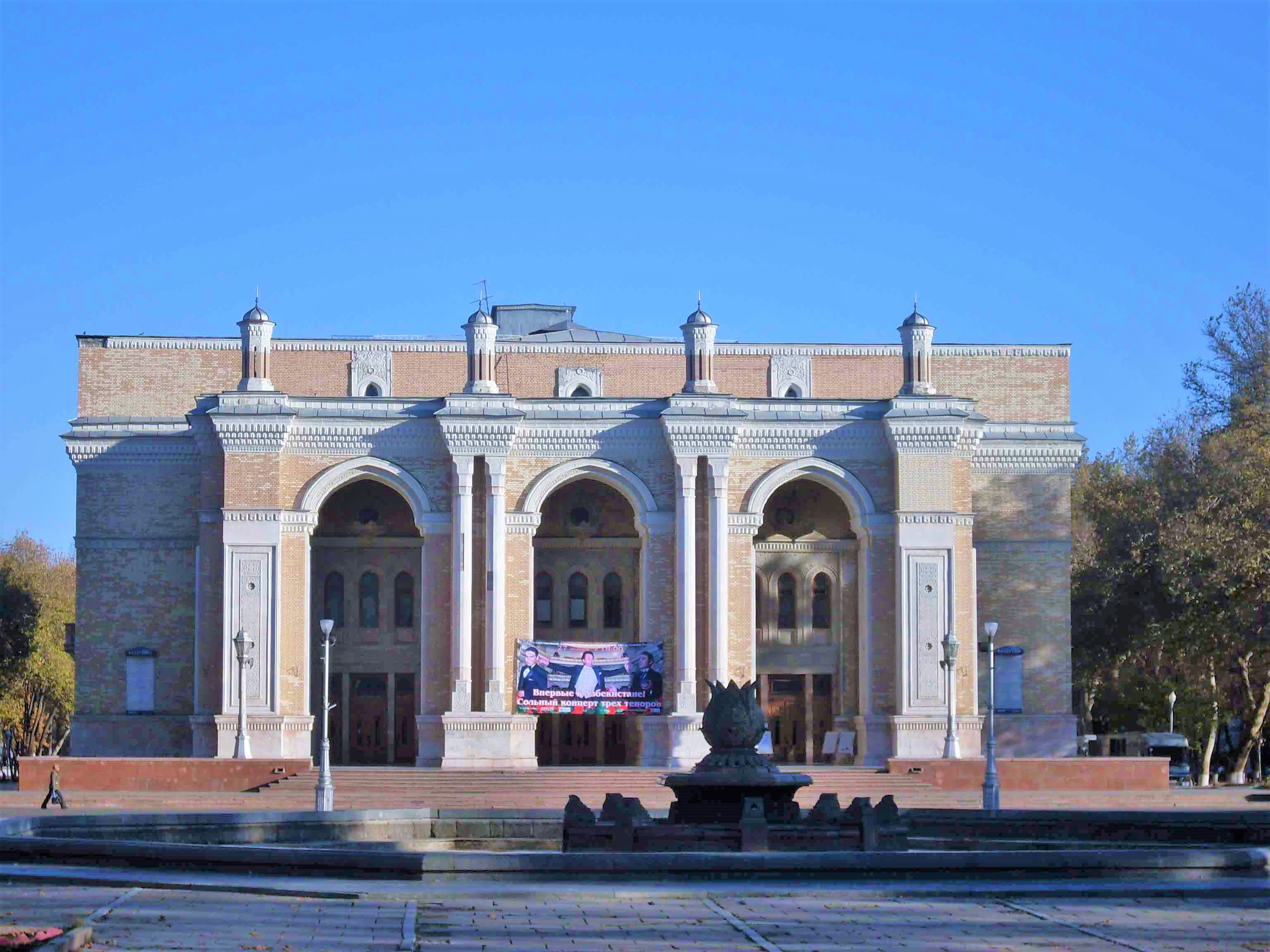
تئاتر نوایی، تاشکند

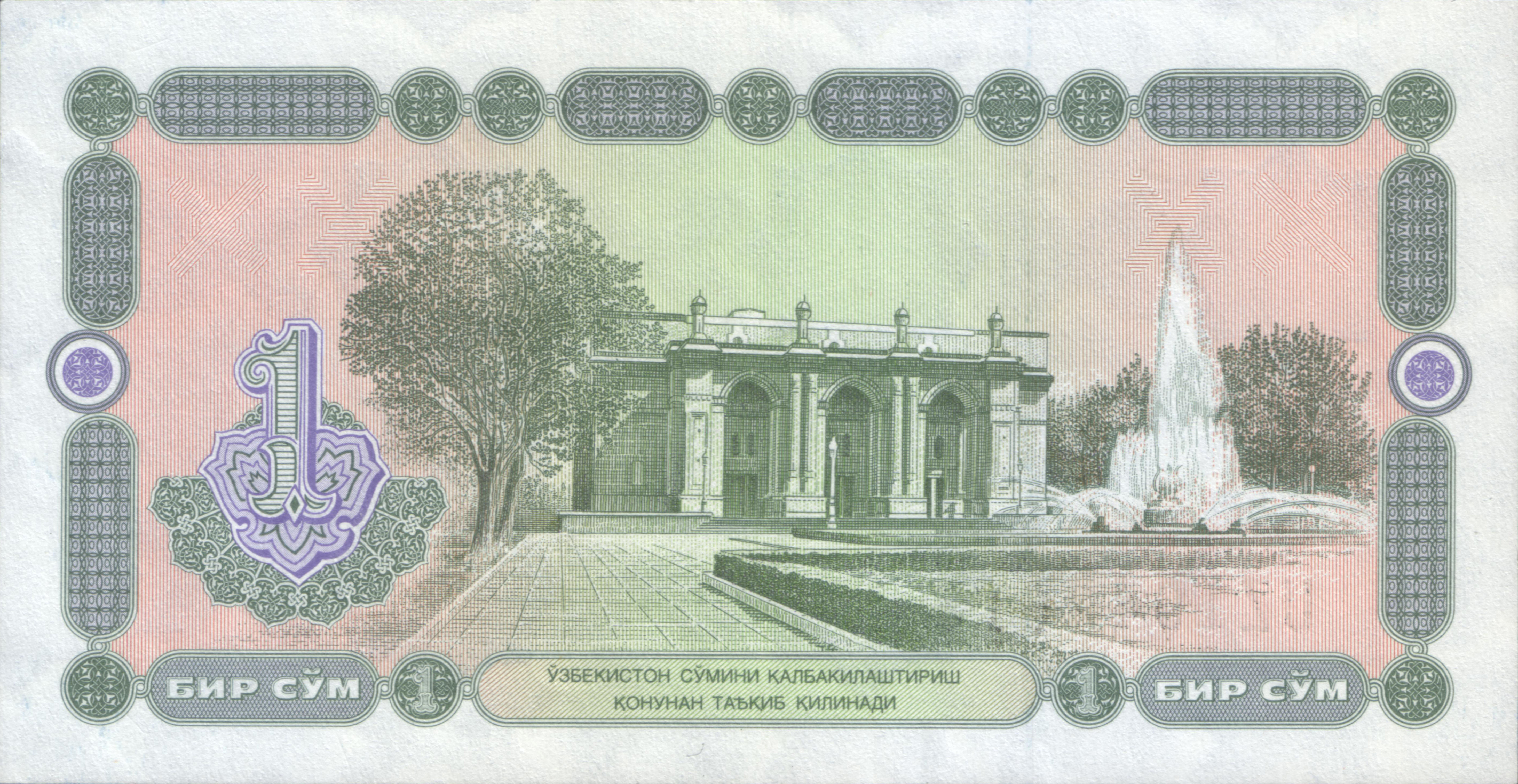
تئاتر نوایی، روی اسکناس یک سومی

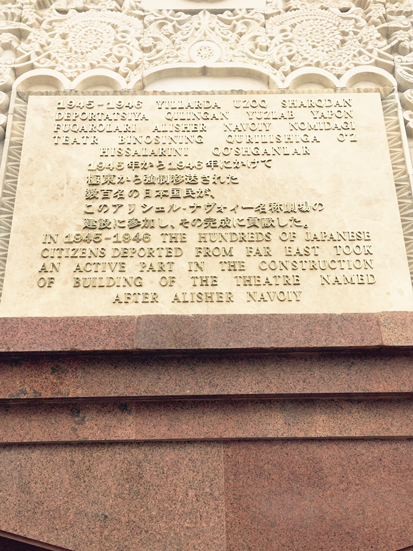
متن یادبود سنگی در کنار تئاتر نوایی که از شهروندان ژاپنی که مجبور به کار ساخت این بنا شده‌اند تمجید می‌کند.

تئاتر نوایی (ازبکی: Alisher Navoiy nomidagi davlat akademik katta teatri، "Alisher Navoi State Academic Big Theatre")  تئاتر ملی اپرا در تاشکند، ازبکستان است.
در ۱۹۲۹ میلادی، چند هنرمند بومی و آماتور به سرپرستی کاری یاکوبوف، سالن نمایش حرفه‌ای را در ازبکستان شوروی پایه‌نهادند. در ۱۹۳۹، نام این سالن «تالار اپرا و باله دولتی ازبک» و در مارس ۱۹۴۸، با ادغام در تئاتر روسی‌زبان تاشکند، با نام «تالار اپرا و باله دولتی علی‌شیر نوایی» بازگشایی شد. در ۱۹۵۹، به درجه تئاتر آموزشی و در ۱۹۶۶ به تئاتر بلشویی رسید.
این بنا توسط الکسی شوسف طراحی و در بازه ۴۷-۱۹۴۲ به یادبود پانصدمین سالگرد زایش علی‌شیر نوایی، سمبل ادبیات جغتایی گشوده‌شد.